# Demeijerella xanthorhina
Demeijerella xanthorhina là một loài bướm đêm thuộc họ Tortricidae. Nó là loài duy nhất được tìm thấy ở Papua New Guinea.